# Campo di internamento di Tortoreto
Il campo di internamento di Tortoreto, in provincia di Teramo, situato in due distinte località (Tortoreto Alto e Tortoreto Stazione, ora Alba Adriatica), è uno dei numerosi campi di internamento istituiti dal governo fascista in seguito all'entrata dell'Italia nella seconda guerra mondiale, per accomodarvi stranieri e antifascisti. Fu operante dal luglio 1940 al settembre 1943, con una capienza massima di 110-120 persone. Vi furono internati in prevalenza ebrei stranieri.

## La storia
Nel giugno 1940 furono individuati come possibili luoghi di internamento due edifici: uno a Tortoreto Alto, in piazza della Concordia, di proprietà di Nicola De Fabritiis e una villa a Tortoreto Stazione (ora Alba Adriatica) sulla via statale Pescara-Ancona vicino alla stazione ferroviaria, di proprietà di Francesco Tonelli. Il fatto che i due luoghi di detenzione si trovassero in località diverse, distanti tra loro sette chilometri, creò non pochi problemi logistici nella conduzione e nella direzione del campo, affidata a ufficiali di Pubblica Sicurezza. La sorveglianza fu demandata ai carabinieri e l'assistenza sanitaria a medici locali.
I primi internati, tutti ebrei tedeschi, giunsero nel luglio 1940; tra di loro anche Saul Steinberg che nel dopoguerra sarebbe diventato celebre in America come cartoonist del New Yorker. Il numero dei prigionieri crebbe rapidamente fino ad oltrepassare le cento unità. La tendenza si acuì verso un certo sovraffollamento della struttura, oltre ai posti che vi erano stati ufficialmente predisposti.
Nonostante la completa mancanza di acqua corrente a Tortoreto Alto e la carenza di docce nell'altra sede, le condizioni di vita nel campo rimasero accettabili tanto che il 28 aprile 1941 gli internati inviarono a Mussolini due disegni in segno di ringraziamento per l'aumento del sussidio giornaliero. Molti prigionieri consumavano i pasti nelle locande del paese, il che offrì loro la possibilità di frequenti contatti con gli abitanti del luogo che tesero a fraternizzare. Vi furono ispezioni della Croce Rossa e gli internati poterono anche ricevere gli aiuti internazionali della DELASEM.
La vicinanza con la zona costiera e la ferrovia, e la relativa libertà goduta dagli internati condusse nel maggio 1943 le autorità fasciste alla decisione di evacuare del campo in considerazione dell'accresciuta importanza militare del luogo e il timore di sabotaggi. Il trasferimento di tutti i prigionieri in altri campi fu completata ai primi di luglio. Solo l'edificio di Tortoreto Alto ritornò ad essere occupato dopo pochi giorni da una dozzina di internati italiani colpevoli di infrazioni annonarie.
Il campo fu definitivamente chiuso il 6 settembre 1943 con il trasferimento nel campo di internamento di Corropoli degli ultimi due prigionieri rimasti.

## Il campo oggi
Dopo la Liberazione, l'edificio a Tortoreto Alto fu usato come stazione dei carabinieri e quindi dal 1979 come sede del Comune di Tortoreto.